# Natalia Strelchenko
Natalia Strelchenko, également connue sous le nom de Natalia Strelle, née le 23 décembre 1976 et assassinée le 30 août 2015  à Manchester, est une pianiste norvégienne d'origine russe,,,,. 

## Biographie
Natalia Strelchenko débute à l'âge de 12 ans à l'orchestre symphonique de Saint-Petersbourg. Elle était titulaire d'un doctorat en arts de l'Académie norvégienne de musique.
En 2013, elle quitte la Norvège pour s'installer en Grande-Bretagne. 
Le dimanche 30 août 2015, Natalia Strelchenko est agressée à son domicile à Manchester. Elle succombe aux blessures infligées sur la tête et au cou. La police britannique a arrêté son compagnon, John Martin, un contrebassiste professionnel de 48 ans soupçonné du meurtre.
Le couple avait un enfant, Leo, né en 2001.